# Baranek (piosenka)
Baranek – piosenka napisana przez Stanisława Staszewskiego, która powstała w roku 1961.

## Tekst utworu
Refren piosenki:

Na głowie kwietny ma wianek
W ręku zielony badylek
A przed nią bieży baranek
A nad nią lata motylek

został zaczerpnięty z opisu pasterki Zosi z Dziadów części II Adama Mickiewicza:

Na głowie ma kraśny wianek,
W ręku zielony badylek,
A przed nią bieży baranek,
A nad nią leci motylek.

## Wykonania
Utwór wykonywali:
- Jacek Kaczmarski – Bankiet (1992)
- zespół Kult – Tata Kazika (1993)
- Zbigniew Zamachowski – koncert Gwiazdy piosenki kabaretowej, akompaniował Jerzy Derfel (1995)